# Villers-Châtel
Villers-Châtel è un comune francese di 120 abitanti situato nel dipartimento del Passo di Calais, nella regione dell'Alta Francia.

## Società

### Evoluzione demografica
Abitanti censiti